# Mikrowaage
Als Mikrowaagen bezeichnet man Analysenwaagen, deren Teilung bei 0,001 mg (1 µg) oder kleiner, liegt. Mikrowaagen werden üblicherweise für chemische Analysen, wie beispielsweise in der Thermogravimetrie, verwendet. Der Wägebereich liegt meist bei 3 bis etwa 50 Gramm Last. Spezielle Formen von Mikrowaagen werden in der Grundlagenforschung zur Messung kleinster Massen verwendet.
Ultramikrowaagen sind in chemischen und physikalischen Laboren die genauesten Waagen. Die Teilung liegt bei 0,1 µg und kleiner. Der Wägebereich beträgt meist nur 2 bis 3 Gramm.

## Funktionsprinzip

### Elektromagnetische Kraftkompensation
Die meisten im Labor verwendeten Mikrowaagen arbeiten nach dem Prinzip der elektromagnetischen Kraftkompensation. Dabei wird durch eine Spule in einem Permanentmagnetfeld eine Gegenkraft erzeugt, welche der Last der zu messenden Probe auf der Waagschale entspricht. Durch einen Lagesensor und einen Regelverstärker, der den Spulenstrom steuert, wird das Gleichgewicht gehalten. Über ein Hebelsystem ist es auch möglich, dass mit einer kleineren Gegenkraft eine größere Kraft auf der Waagschale im Gleichgewicht gehalten werden kann. Der Spulenstrom wird gemessen und da er streng proportional zur Kraft ist, kann er zur Gewichtsbestimmung herangezogen werden. Da hierbei keine Verformungen auftreten und auch der Spulenwiderstand nicht in die Messung eingeht, sind insbesondere keine alterungs- und temperaturabhängigen Fehler zu erwarten – die Drift hängt lediglich vom Lagesensor und von der elektronischen Signalverarbeitung ab.

#### Magnetschwebewaage
Bei Magnetschwebewaagen ist die zu wiegende Probe über eine Magnetschwebekupplung räumlich von der Waage getrennt. Die Probe befindet sich an einem Permanentmagneten, der von einem an der Waage befestigten Elektromagneten in der Schwebe gehalten wird. Auf diese Weise wird das Gewicht der Probe berührungsfrei aus einem abgeschlossenen Messraum auf die Mikrowaage übertragen. Die Magnetschwebewaagen erlauben definierte und auch extreme Messumgebungen.

### Resonante Mikrowaage (auch Quarzmikrowaage)
Die Quarzmikrowaage beruht auf der Frequenzänderung eines Schwingquarzes, wenn sich dessen Masse ändert. Die Resonanzfrequenz-Änderung des Schwingquarzes kann sehr genau bestimmt werden. Die Massebestimmung ist lageunabhängig und unabhängig von der Erdbeschleunigung. Die zu messende Masse kann zum Beispiel aus auf der ggf. hierzu speziell vorbehandelten Oberfläche des Quarzkristalles adsorbierten Substanzen oder aus einer auf ihm abgeschiedenen Beschichtung (Schichtdickenmessung während dem Bedampfen, dem Sputter-Abscheidung oder der Chemischen Gasphasenabscheidung) bestehen. Es gilt der Federpendel-Zusammenhang:
{\displaystyle f\approx {\sqrt {\frac {1}{m}}}}
Prinzipiell können neben Quarz auch andere Materialien wie Langasit (La3Ga5SiO14, „LGS“) und Galliumorthophosphat (GaPO4) verwendet werden. Mit diesem Verfahren können Massen bis kleiner 80 Femtogramm (=8·10−14 g) gemessen werden.

### Weitere Messprinzipien
Ein weiteres Messprinzip ist beispielsweise die laserinterferometrische Messung der Verformung einer Quarzglasfeder.
Bis in die 1980er Jahre waren spezielle Balkenwaagen üblich, bei denen mittels einer mechanischen Hilfsvorrichtung manuell entsprechende Gewichts-Reiter gesetzt werden mussten.